# Фунт (единица измерения)
Фунт (от лат. pondus — вес, гиря) — единица измерения массы. Исторически использовался в некоторых европейских странах, причём в эпоху феодальной раздробленности в некоторых странах (например, во Франции) его значение имел право устанавливать каждый феодал, поэтому даже в начале XVIII века в Европе было более ста разных фунтов. Наиболее распространённым сегодня является международный фунт эвердьюпойс, который юридически определён как 0,45359237 килограмма и который разделён на 16 унций. Международный стандартный символ для эвердьюпойсного фунта — lb; альтернативным символом является lbm (для большинства определений фунта), # (главным образом в США), и ℔ или ″̶ (специально для аптекарского фунта).

## В англоязычных странах
В англоязычных странах фунт (англ. pound от лат. pondus «вес» или lb сокр. от libra «весы») — одна из наиболее распространённых единиц массы и силы. При необходимости исторически традиционное смешение массы и веса разрешается через употребление для единицы силы термина «фунт-сила», сокращённо lbf.
Существовало несколько фунтов (тройский, лондонский, башенный и др.). Сейчас английский фунт соответствует:
- (английская система мер) = 16 унциям = 7000 гранов;
- (метрическая система) = 0,45359237 кг.

По соглашению от 1 июля 1959 года международный фунт (символ lb) равен 0,45359237 кг. Соглашение было подписано представителями шести стран, а именно США, Великобритании, Канады, Австралии, Новой Зеландии и Южно-Африканского Союза.
При использовании в качестве измерения веса в Великобритании по-прежнему использует стон (букв. «камень») весом 14 фунтов. Например, «11 камней 4 фунта» в США обозначаются «158 фунтами», или «72 килограммами» в тех местах, где пользуются метрической системой. США не приняли метрическую систему, несмотря на многочисленные попытки сделать это, и фунт по-прежнему широко используется в качестве одной из основных единиц измерения в США.
В настоящее время Международная организация законодательной метрологии (МОЗМ) в своих рекомендациях относит фунт к тем единицам измерения массы, «которые должны быть изъяты из обращения как можно скорее там, где они используются в настоящее время, и которые не должны вводиться, если они не используются».

## В русской системе мер
В русской системе мер фунт равен 96 золотникам и с 1747 года являлся эталонным весом. В 1747 году был изготовлен «бронзовый золочёный фунт 1747 года», по которому в 1835 году был изготовлен платиновый фунт, основа мер веса в Российской империи и Советской России до декрета «О введении международной метрической системы мер и весов», подписанного В. И. Лениным в 1918 году.
В Указе от 11 октября 1835 года «О системе Российских мер и весов» говорится:

Принять за основную единицу Российского веса образцовый (фунт), сделанный комиссией согласно с выведенным результатом, что российский или английский кубический дюйм воды при температуре 13 1/3° Реомюра в безвоздушном пространстве весит 368,361 долю, или что объём российского фунта той же воды равен 25,019 английским кубическим дюймам, что составляет совершенное равенство с известным золочёным фунтом Санкт-Петербургского монетного двора, сделанным в 1747 г. и служащим с того времени основанием Российской монетной системы.

Этот фунт называли русским фунтом торгового веса. Существовал ещё и аптекарский, или нюрнбергский фунт (единица для измерения аптекарского веса). Согласно Торговому уставу 1893 год 1 аптекарский фунт = 7/8, или 0,875 русского фунта.
- 1 русский фунт = 32 лотам = 96 золотникам = 9216 долям = 1/40 пуда;
- 1 аптекарский фунт = 12 унциям = 96 драхмам = 288 скрупулам = 5760 аптекарским гранам.

Соотношение с метрической системой:
- 1 г = 0,23442557 золотника;
- 1 г = 22,504855 доли;
- 1 кг = 2,441933 фунта;
- 1 кг = 2 фунта 42 золотника 40,855 доли;
- 1 квинталь (центнер) = 6 пудов 4,1933 фунта;
- 1 т = 61 пуд 1,933 фунта.

Миллиграммы, граммы и килограммы в аптекарском весе:
- 1 мг = 0,016075 грана;
- 1 г = 16,08 грана;
- 1 кг = 2 фунта 9 унций 4 драхмы;
- 1 аптекарский гран = 62,2088 мг;
- 1 драхма = 3,732527 г;
- 1 унция = 29,860215 г;
- 1 фунт аптекарский = 0,358322 кг.

В 1890-х годах Д. И. Менделеевым был изготовлен платиново-иридиевый эталон русского фунта, согласованный с весом платинового образца 1835 года. Положением о мерах и весах 1899 года новый эталон русского фунта был узаконен и выражен в метрической системе мер: 1 русский фунт = 0,40951241 кг.
- Русский фунт = 0,40951241 кг

## Прочие фунты
- Австрийский фунт равен 0,56001 кг (использовался также в Баварии)
- Амстердамский фунт равен 0,4941 кг
- Венецианский фунт равен 0,477 кг
- Датский фунт равен 0,496 кг
- Древнеримский фунт (libra) равен 0,32745 кг
- Испанский фунт равен 0,451 кг
- Каролингский фунт равен 0,408 кг[21]
- Португальский фунт равен 0,459 кг
- Русский артиллерийский фунт равен 0,4914 кг
- Французский фунт (ливр) равен 0,489505 кг
- Шведский фунт равен 0,425076 кг
- Ливонский/ганзейский фунт[22] равен 0,4847 кг (в Ливонии использовалась преобладающая на Балтике Ганзейская система мер, базировавшаяся на мерах Любека и Гамбурга)
- Нюрнбергский (не аптекарский) фунт равен 0,5095 кг (как торговый распространён в средней Германии и использовался как артиллерийский в центральной Европе)
- Прусский фунт равен 0,467711 кг (норма восходит к двум Кёльнским маркам и распространена во всей нижней Германии и Рейнских областях)

Во многих европейских странах, использующих метрическую систему, в обиходе используется так называемый «метрический фунт» (нем. Pfund, фр. livre, нидерл. pond), равный 0,5 кг.